# Théo Mununga
Théo Pene Mununga (23 januari 2007) is een Belgisch voetballer die sinds 2024 uitkomt voor Lommel SK.

## Carrière
Mununga ondertekende in de zomer van 2024 een driejarig contract bij Lommel SK, dat hem wegplukte bij Club Brugge. Op 6 oktober 2024 maakte hij z'n competitiedebuut voor Lommel SK U23, het beloftenelftal van de club in de Derde afdeling. Op 30 maart 2025 maakte hij zijn officiële debuut voor het eerste elftal van de club: op de 27e competitiespeeldag van de Challenger Pro League liet trainer Lee Johnson hem tegen KSC Lokeren-Temse in de 79e minuut invallen voor Jason van Duiven.

## Clubstatistieken
| Seizoen         | Club            | Land            | Competitie          | Competitie | Competitie | Beker | Beker | Supercup | Supercup | Europees | Europees | Totaal | Totaal |
| Seizoen         | Club            | Land            | Competitie          | Wed.       | Dlp.       | Wed.  | Dlp.  | Wed.     | Dlp.     | Wed.     | Dlp.     | Wed.   | Dlp.   |
| --------------- | --------------- | --------------- | ------------------- | ---------- | ---------- | ----- | ----- | -------- | -------- | -------- | -------- | ------ | ------ |
| 2024/25         | Lommel SK U23   | Vlag van België | Derde afdeling VV B | 16         | 3          | —     | —     | —        | —        | —        | —        | 16     | 3      |
| 2024/25         | Lommel SK       | Vlag van België | Eerste klasse B     | 1          | 0          | 0     | 0     | —        | —        | —        | —        | 1      | 0      |
| Carrière totaal | Carrière totaal | Carrière totaal | Carrière totaal     | 17         | 3          | 0     | 0     | 0        | 0        | 0        | 0        | 17     | 3      |

Bijgewerkt op 8 april 2025.